# 119-я эскадрилья (Израиль)

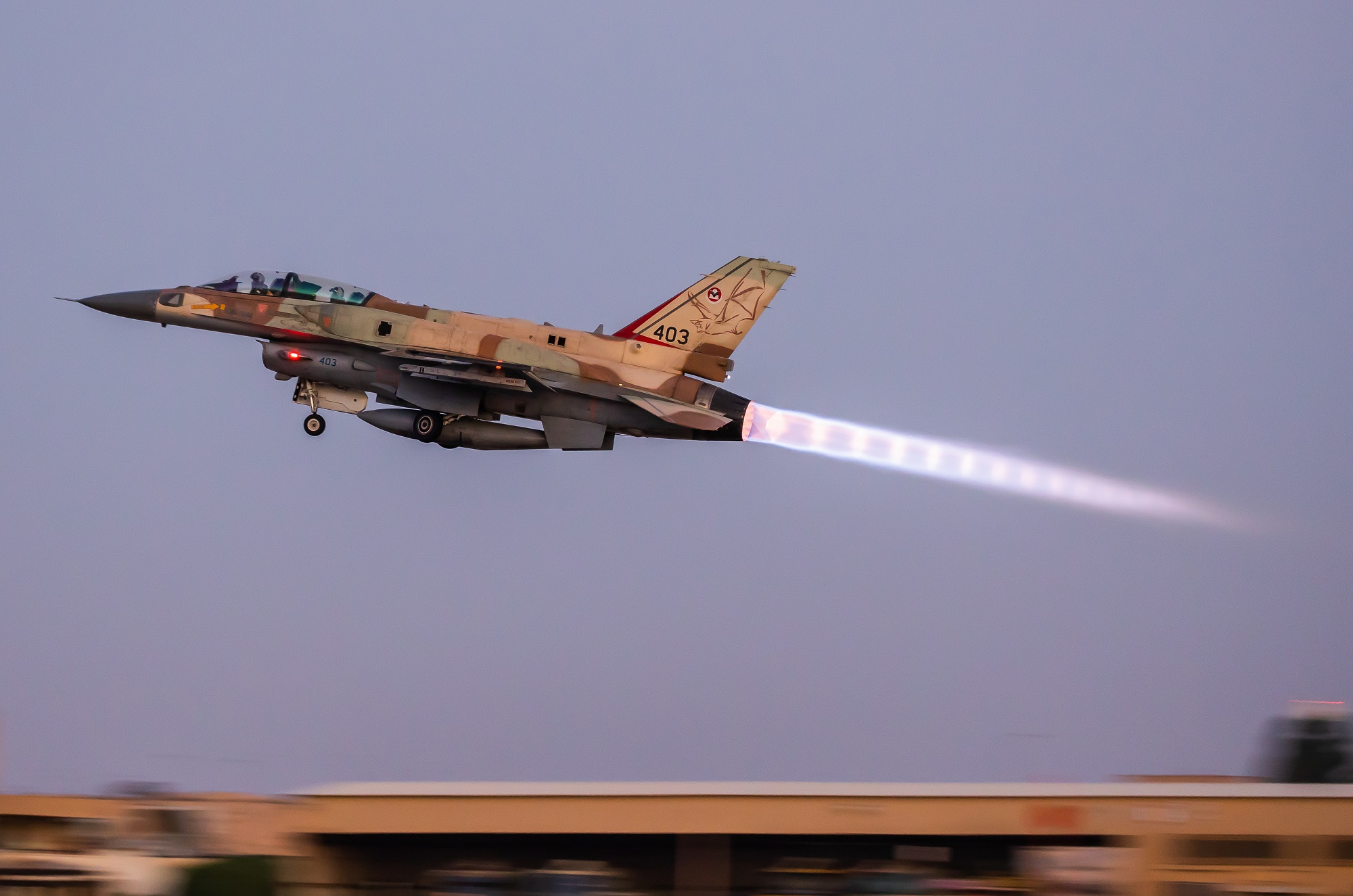
F-16I 119-й эскадрильи

119-я эскадрилья ВВС Израиля, также известная как «Эскадрилья летучей мыши», представляет собой эскадрилью истребителей F-16I, базирующуюся на авиабазе Рамон.

## История
Эскадрилья создана 9 августа 1956 года на базе Рамат-Давид как ночная эскадрилья «Метеоров». Первые три самолёта «Метеор», двухместные модели NF-13, прибыли в эскадрилью 5 сентября 1956 года. Эскадрилью основал Йоаш Цидон, и он дал ей лозунг — «Днём, в ночи, и в тумане», в память о службе на судах до образования государства Израиль.
В ночь на 28 октября 1956 года одноместный самолёт «Метеор» с пилотом Йоашем Цидоном и штурманом Эльяшивом Брошем отправился на операцию «Петух». Целью было сбить египетский самолёт Ил-14, на котором должен был лететь начальник штаба египетской армии и другие старшие офицеры, с целью подписания соглашения об оборонном союзе с Сирией и Иорданией. Израильтянам удалось сбить египетский транспортный самолёт, следовавший из Дамаска в Каир. Сбитие произошло примерно в 200 км от побережья Кипра. 16 старших офицеров египетской армии, находившиеся в самолёте, погибли, однако позже выяснилось, что начальник штаба Египта остался в Дамаске.
12 февраля 1958 года эскадрилья «Летучая мышь» со своими тремя самолётами NF-13 перебралась на базу Тель-Ноф, а в марте к ней добавились ещё два самолёта этой модели.
В апреле 1958 года эскадрилья получила 7 самолётов «Ватор Н» для битвы при Эльрауте. Самолёты «Метеор-Лила» продолжали нести службу в составе эскадрильи с целью подготовки команд летчиков-штурманов.
Первая атака самолётов «Ватор» была проведена 16 марта 1962 года. Три самолёта «Ватор» атаковали сирийские артиллерийские батареи над Галилейским морем, однако большая часть бомб не поразила цели. В августе 1963 года, примерно за полгода до поступления в войска самолётов «Мираж-3С», эскадрилья была закрыта, самолёты «Ватор» переведены в 110-ю эскадрилью («Рыцари Северной эскадрильи»), а самолёты «Метеор NF» были переданы в 107-ю эскадрилью, пока не были выведены из эксплуатации.
119-я эскадрилья ранее эксплуатировала McDonnell Douglas F-4 Phantom II, а до этого Сюд Авиасьон SO-4050 «Вотур» II с авиабазы Тель-Ноф. Эскадрилья эксплуатировала Gloster Meteor с базы Рамат-Давид.
В марте 2018 года ВВС Израиля подтвердили, что 119-я эскадрилья вместе с эскадрильями 69 и 253 принимала участие в операции «Фруктовый сад». Во время инструктажа перед миссией командир 119-й эскадрильи написал в своих заметках, что операция «изменит облик Ближнего Востока».
27 сентября 2024 года Хасан Насралла, генеральный секретарь «Хезболлы», признанной террористической организацией в Канаде, США, Израиле и Египте, Лигой арабских государств, а также частично в ЕС, Австралии и Великобритании, был убит в Бейруте 119-й эскадрильей ВВС Израиля с использованием истребителей F-16I, посредством сброса нескольких тонн боеприпасов, в том числе противобункерных бомб (2300 кг) американского производства, в результате чего подземная штаб-квартира была уничтожена.